# Сосновка (Воронежская область)
Сосновка — посёлок в Эртильском районе Воронежской области.
Входит в состав городского поселения Эртиль.

## География
В посёлке имеются две улицы — Благодатная и Просторная.

## Население
| 2000 | 2010 |
| ---- | ---- |
| 153  | ↘145 |